# Dunnerdale-with-Seathwaite
Dunnerdale-with-Seathwaite est une paroisse civile de Cumbria, située dans le nord-ouest de l'Angleterre.